# Alejandro Lanari
Alejandro Lanari, né le 2 mai 1960 à Buenos Aires (Argentine), est un  footballeur argentin, qui évoluait au poste de gardien de but au Deportivo Italiano, à Rosario Central, à Tigres, au Racing Club, à Argentinos Juniors et à Boca Juniors ainsi qu'en équipe d'Argentine.
Lanari obtient une sélection avec l'équipe d'Argentine en 1991. Il participe à la Copa América en 1991 avec l'équipe d'Argentine.

## Carrière
- 1980-1986 :  Deportivo Italiano
- 1986-1991 :  Rosario Central
- 1991-1994 :  Tigres
- 1995 :  Racing Club
- 1995-1997 :  Argentinos Juniors
- 1997-1998 :  Boca Juniors [2]

## Palmarès

### En équipe nationale
- 1 sélection et 0 but avec l'équipe d'Argentine en 1991
- Vainqueur de la Copa América en 1991

#### Avec Rosario Central
- Vainqueur du Championnat d'Argentine en 1987